# Hardware (pel·lícula)
Hardware és una pel·lícula de ciència-ficció i de terror britànica del 1990 protagonitzada per Dylan McDermott i Stacey Travis. La pel·lícula, que va ser escrita i dirigida per Richard Stanley (en el seu debut com a director), també inclou cameos de Carl McCoy, Iggy Pop i Lemmy. Des de la seva estrena, s'ha convertit en una pel·lícula de culte. La pel·lícula tracta sobre un robot que s'auto-repara que s'escapa en un barri de post-apocalíptica. Fleetway Comics va demandar amb èxit als cineastes pel guió perquè va plagiar una història curta titulada "SHOK!" que va aparèixer el 1980 al Judge Dredd Annual 1981, una publicació derivada del popular còmic d'antologia setmanal britànic 2000 AD.

## Trama
Un carronyer nòmada camina per un erm irradiat i descobreix un robot enterrat. Recull les peces i les porta al traficant de brossa d'Alvy, que està parlant amb 'Hard Mo' Baxter, un antic soldat, i l'amic d'en Mo, Shades. Quan l'Alvy s'allunya, Mo li compra les peces del robot al nòmada i li ven tot menys el cap a l'Alvy. Intrigat per la tecnologia, Alvy comença a investigar els seus antecedents. Mo i Shades visiten la Jill, la núvia solitaria de Mo, i, després d'una benvinguda inicialment llunyana on la Jill els controla amb un comptador Geiger, Mo presenta el cap del robot com a regal de Nadal. La Jill, una escultora de metall, accepta amb impaciència el cap. Després que Shades se'n va, tenen sexe fort i apassionat, mentre són observats sense saber-ho pel seu veí pervertit, voyeurista i dolent, Lincoln Weinberg, mitjançant un telescopi.
Més tard, Mo i Jill discuteixen sobre un pla d'esterilització del govern i la moralitat de tenir fills. La Jill treballa amb el cap del robot en una escultura, i Mo diu que li agrada l'obra, però que no entén què representa. Frustrada, la Jill diu que no representa res i li molesta el suggeriment de Mo de fer més art comercial per vendre. Alvy els interromp, insta a Mo a tornar a la botiga, ja que té notícies importants sobre el robot, que segons ell és un M.A.R.K. 13. Abans de marxar, Mo revisa la seva Bíblia, on troba la frase "No s'estalviarà cap carn" sota Marc 13:20, i sospita que el robot forma part d'un complot governamental per al genocidi humà per fer front a la greu crisi de superpoblació del planeta. Mo troba l'Alvy mort d'una citotoxina i evidència que el robot és un model de combat experimental capaç d'auto-reparar-se; Les notes d'Alvy també indiquen un defecte, una debilitat a la humitat. Preocupat, en Mo es posa en contacte amb Shades i li demana que comprovi la Jill, però Shades està enmig d'un viatge de drogues i amb prou feines coherent.
De tornada a l'apartament, el robot s'ha tornat a muntar utilitzant peces de les escultures metàl·liques de la Jill i s'ha recarregat drenant la xarxa elèctrica del seu apartament. Intenta matar la Jill, però ella l’atrapa a una habitació després que les portes de l'apartament es tanquin. Lincoln veu que el robot tanca les persianes mentre intenta mirar la Jill i, després d'aconseguir obrir breument la porta de l'apartament, fa avenços sexuals cruels cap a ella i s'ofereix a anul·lar el pany d'emergència que els atrapa al seu apartament. Lincoln rebutja les seves advertències sobre un robot assassí i, quan intenta obrir les persianes de Jill perquè pugui mirar-la més fàcilment, el M.A.R.K. 13 el mata brutalment. La Jill fuig a la seva cuina, on raona que la seva nevera l'amagarà de la visió infraroja del robot. Ella danya el robot abans que arribin Mo, Shades i l'equip de seguretat de l'apartament i obrin foc sobre ell, destruint-lo aparentment.
Mentre Jill i Mo s'abracen, el M.A.R.K. 13 l'arrossega per una finestra i s'estavella contra l'apartament del seu veí. La Jill torna a correr a dalt per ajudar a Mo, que està sol amb el M.A.R.K. 13. Amb excés de confiança, Mo s'enfronta al robot en la batalla, i aquest li injecta la mateixa toxina que va matar l'Alvy. Mo experimenta eufòria i una sèrie d'al·lucinacions mentre mor. Després que Jill torni a entrar al seu apartament, el M.A.R.K. 13 fa que les portes del seu apartament s'obrin i es tanquin ràpidament; l'equip de seguretat mor quan intenten entrar, i Shades queda atrapat fora. Jill pirateja la CPU del M.A.R.K. 13 i intenta comunicar-s'hi sense èxit; tanmateix, descobreix la debilitat del robot i atrau el M.A.R.K. 13 al bany. Shades, que ha aconseguit saltar ràpidament per les portes, li dona temps per encendre la dutxa. El M.A.R.K. 13 curtcircuita i finalment es desactiva. L'endemà al matí, una emissió de ràdio anuncia que el M.A.R.K. 13 ha estat aprovat pel govern i es fabricarà en sèrie.

## Repartiment
- Dylan McDermott: Moses Baxter
- Stacey Travis: Jill
- John Lynch: Shades
- William Hootkins: Lincoln Wineberg Jr.
- Iggy Pop: Angry Bob
- Carl McCoy: Nomad
- Mark Northover: Alvy
- Paul McKenzie: Vernon
- Lemmy: Taxista
- Mac Mcdonald: Presentador

## Producció
El guió de la pel·lícula era similar a una tira còmica curta 2000 AD anomenada "SHOK!" que s'havia publicat l'any 1980. Fleetway Comics va presentar una demanda amb èxit que la pel·lícula va plagiar la tira còmica i, per tant, es va afegir un avís als llançaments posteriors, donant crèdits a l'editor de la tira, Fleetway Publications i als creadors, Steve MacManus  i Kevin O'Neill. Altres influpencies foren Soylent Green, Damnation Alley, i els treballs de Philip K. Dick.
L'escriptor i director Richard Stanley havia fet anteriorment un curtmetratge post-apocalíptic quan era adolescent, i Hardware va sorgir d'aquesta pel·lícula i de les respostes que va obtenir d'altres guions no produïts. A finals de la dècada de 1980, Stanley havia acompanyat una facció musulmana guerrillera a la Guerra afgano-soviètica per tal de rodar un documental. Va començar la preproducció de Hardware gairebé immediatament després de sortir de l'Afganistan. L'escena d'obertura es va rodar al Marroc, i la resta de la pel·lícula es va rodar a l'est de Londres, principalment dins del llavors abandonat Roundhouse: els decorats es van construir dins de l'estructura, tot i que el la manca d'una insonorització adequada va significar que tots els diàlegs havien de ser regravats. La pel·lícula era originalment més específicament britànica, però Miramax va insistir en els protagonistes nord-americans. Stanley després va afegir un repartiment multinacional per enfangar l'escenari. Stanley volia emfatitzar els temes del feixisme i l'acceptació passiva de l'autoritarisme, ja que fa poc havia vingut del règim de l'apartheid de Sud-àfrica. Stanley diu que el robot no ho sap que està cometent el mal, i només obeeix la seva programació, que es podria assimilar a una recerca espiritual. Psychic TV va ser una inspiració per a les emissions de televisió exagerades.

## Estrena
Hardware va ser classificat originalment com a "X" per la MPAA pel seu gore. Va ser retallada més tard per evitar l'estigma d'una qualificació associada a la pornografia.

### Taquilla
Als Estats Units, la pel·lícula va debutar al número sis. Va recaptar 2.381.285 $ el cap de setmana d'obertura i va tenir un total intern brut de 5.728.953 $ a 695 sales.
Al Regne Unit, la pel·lícula va guanyar 313.038 £.

## Mitjans domèstics
A causa del seu èxit inesperat, la pel·lícula es va veure atrapada en continus problemes legals que van impedir el seu llançament en DVD durant molts anys.
Hardware es va llançar al DVD de la Regió 2 i al disc Blu-ray el 22 de juny de 2009. Va ser publicat en DVD gratuït i Blu-ray Disc el 13 d'octubre de 2009 per Severin Films.

## Recepció
Rotten Tomatoes mostra que la pel·lícula va rebre crítiques positives del 46% dels 13 crítics enquestats; la valoració mitjana va ser de 5,7/10. En el seu llançament original, Hardware va rebre crítiques diverses dels crítics, que el van citar com a derivat d'Alien i Terminator. Owen Gleiberman d'Entertainment Weekly va puntuar la pel·lícula D+ i la va qualificar de poc original, "com si algú hagués refet Alien amb el monstre interpretat per un muntatge d'erector rovellat." Variety va escriure, "Una variació cacofònica i de malson del gènere d'advertència postapocalíptica, Hardware té els elements d'una pel·lícula de culte punk." Michael Wilmington de Los Angeles Times la va anomenar una pel·lícula gore poc profunda, la desolació exagerada de la qual l'eleva per sobre del típic tecno-thriller. Hardware té les "taques inherents al gènere del thriller tecnològic", la seva vida en el postindustrialisme al nivell dels drons i els banys de sang d'alta tecnologia exagerats. Vincent Canby de The New York Times la va descriure com una futura pel·lícula de mitjanit i va escriure: "Mirar Hardware és com quedar atrapat dins d'un videojoc malparlat." Richard Harrington de The Washington Post la va anomenar "una pel·lícula de MTV, una bogeria d'estil hipercinètic i imatges futuristes amb poca preocupació per la trama (molt menys substància)."
Malgrat les crítiques diverses durant el llançament original, Hardware va aconseguir convertir-se en una pel·lícula de culte. Ian Berriman de SFX va escriure: "És una d'aquelles pel·lícules elaborades amb amor on l'enginy i l'entusiasme superen les limitacions pressupostàries." Matt Serafini de Dread Central la va puntuar amb 4/5 estrelles i va escriure: "Hardware no és del tot l'obra mestra que alguns dels seus fans més ardents han afirmat, però és una excel·lent peça de cinema de baix pressupost d'una època en què el baix pressupost no era sinònim de merda de càmera de vídeo." Bloody Disgusting la va puntuar amb 3,5/5 estrelles i la va anomenar "una pel·lícula austera i al·lucinant" amb una narració que és "un embolic desarticulat"; tanmateix, els excessos de la pel·lícula la converteixen en una pel·lícula de culte. Todd Brown de Twitch Film la va considerar "essencialment un pressupost més baix i més intencionadament punk de The Terminator" que té un "innegable... sentit de l'estil". A DVD Verdict, Daryl Loomis la va anomenar lenta però estilística i atmosfèrica, i Gordon Sullivan la van anomenar "una pel·lícula al·lucinatòria i violenta" que té un començament massa detallat i lent. Escrvint per DVD Talk, Kurt Dahlke la va puntuar amb 3/5 estrelles i la va anomenar una "joia oblidada" que "està aclaparada per l'estil i el gore", i Brian Orndorf la van anomenar "un festival de ciència-ficció i una casa d'art" que és temperat i atmosfèric sense cedir pel seu propi pes. Michael Gingold de Fangoria la va puntuar amb 3/4 estrelles i va escriure: "Si els ingredients de HARDWARE són familiars, Stanley els cuina a ebullició amb un ritme i imatges implacables. que fa del seu futur un lloc tàctil".